# Litsea forstenii
Litsea forstenii är en lagerväxtart som beskrevs av Jacob Gijsbert Boerlage. Litsea forstenii ingår i släktet Litsea och familjen lagerväxter. Inga underarter finns listade i Catalogue of Life.